# 贝利维斯
贝利维斯，是西班牙加泰罗尼亚莱里达省的一个市镇。 总面积47平方公里，总人口2101人（2001年），人口密度45人/平方公里。